# Canal del Norte (islas británicas)
El canal del Norte (en irlandés y gaélico escocés: Sruth na Maoile), a veces también conocido como estrechos de Moyle o mar de Moyle (Straits of Moyle o Sea of Moyle), es el estrecho de mar que separa la parte oriental de Irlanda del Norte de la parte suroeste de Escocia y que conecta el mar de Irlanda con el océano Atlántico. 
La parte más estrecha del Canal se encuentra entre Mull of Kintyre (Escocia ) y Torr Head (Irlanda del Norte), donde su ancho es de apenas 20  kilómetros en los estrechos de Moyle, siendo la menor distancia entre las islas de Gran Bretaña e Irlanda .
La parte más profunda se llama el dique de Beaufort (Beaufort's Dyke), una fosa oceánica natural de origen glaciar de 50 kilómetros de largo por 3.5 kilómetros de sncho, que cuenta con una profundidad máxima de 312 metros. 

## Historia

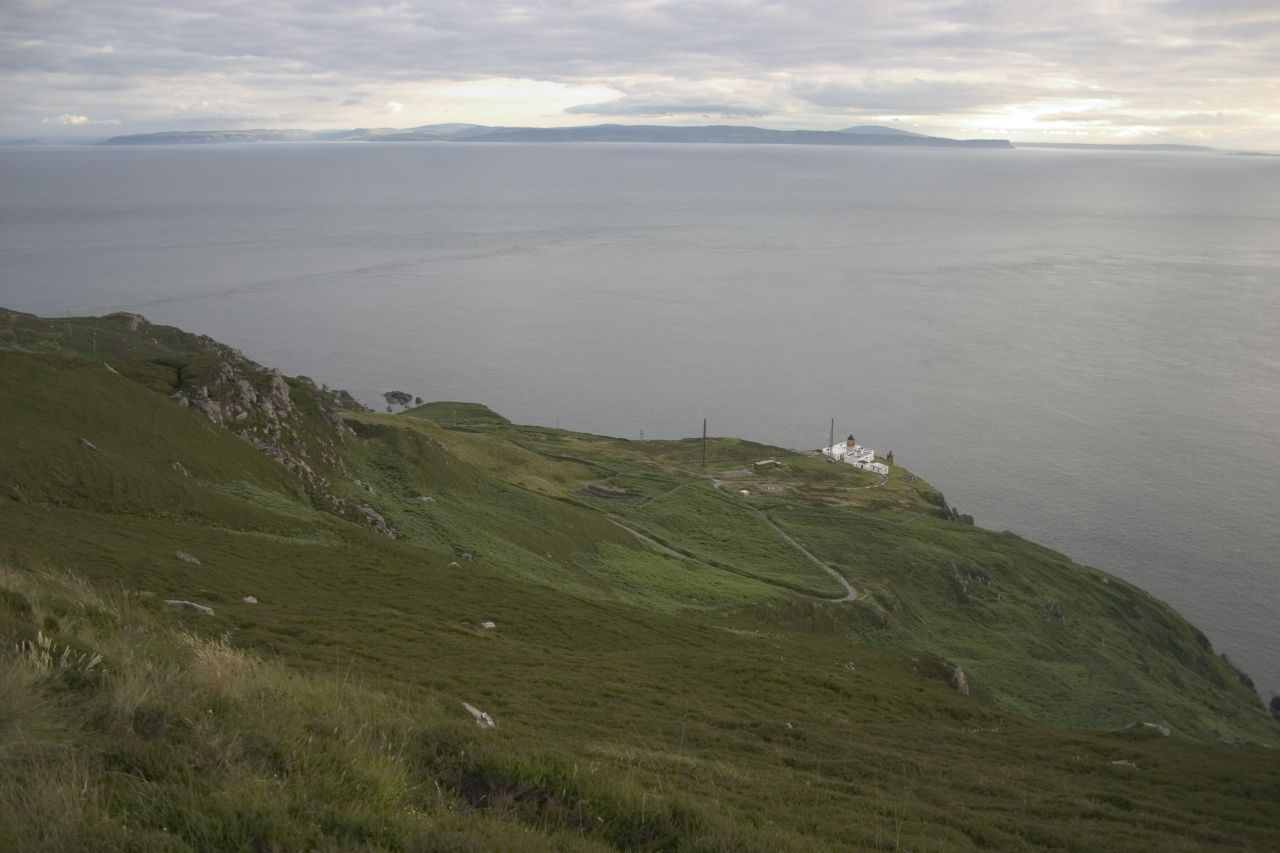
Vista de las aguas del canal desde el Mull of Kintrye (abajo el faro).

Las aguas del canal eran una de las zonas favoritas de caza de los corsarios que atormentaban a la marina mercante británica que debió de combatirlos  hasta el siglo XIX. En 1778, durante la guerra de Independencia de los Estados Unidos también fue el sitio de un duelo naval entre el capitán americano John Paul Jones (1747(1747-07-06)-92), al mando del USS Ranger, y la Royal Navy de Drake.

## Delimitación
La máxima autoridad internacional en materia de delimitación de mares, la Organización Hidrográfica Internacional («International Hydrographic Organization, IHO), considera el canal del Norte parte de «mares interiores de la costa oeste de Escocia» (Inner Seas off the West Coast of Scotland) al que, en su publicación de referencia mundial, «Limits of oceans and seas» (Límites de océanos y mares, 3ª edición de 1953),  asigna el número de identificación 18 y lo define de la forma siguiente:

En el Oeste y Norte.
Una línea que va desde Bloody Foreland (55º10'N, 8º17'W) en Irlanda, hasta el oeste de la isla Tory, a Barra Head, al punto suroeste de las islas Hébridas, y desde allí a través de estas islas, de tal manera que las costas occidentales de las principales islas pertenecen al océano Atlántico (23) y todas las aguas del estrecho pertenecen a los Mares Interiores, hasta Butt of Lewis (North Point), y desde allí hasta el cabo de la Ira (Cape Wrath) (58º37'N) en Escocia.
En el Sur.
Una línea que une el extremo sur de Mull of Galloway (54º38'N) en Escocia y punta Ballyquintin (54º20'N), en Irlanda.
Limits of oceans and seas, pág. 12.

## Proyectos sobre el Canal del Norte
El Canal es atravesado por un gran número de servicios de transbordadores (ferrys). En 1953, fue el escenario de un grave desastre marítimo, el hundimiento del transbordador Princess Victoria. 
Los líderes políticos unionistas de Irlanda del Norte han presionado durante décadas al gobierno británico para que se construyera un túnel ferroviario bajo el canal del Norte, para integrar mejor Irlanda del Norte en el Reino Unido. 
En agosto de 2007 el Centro de Estudios para cruzar las fronteras (Centre for Cross-Border Studies) propuso la construcción de un largo enlace ferroviario de 34 km, puente o túnel, estimando que puede costar aproximado 3500 millones de libras. Según estudios, la zona más apropiada para un proyecto de unir ambas islas por vía terrestre, sería entre Portpatrick en Escocia  y Larne, en Irlanda del Norte.
Sin embargo, uno de los mayores desafíos es evadir la presencia de alrededor de dos toneladas de desechos nucleares y químicos vertidos en secreto por varias compañías privadas británicas en el dique de Beaufort en las décadas de 1950 y 1960, después de la Segunda Guerra Mundial.